# トーマス・ワーナー
サー・トーマス・ワーナー （Sir Thomas Warner、1580年？ - 1649年）は、アイルランド人でイギリスによる西インド諸島の最初の入植者であり、セントキッツ島及びイギリス領西インド諸島最初の知事。
ワーナーは1623年に西インド諸島のセントキッツ島に到着した。一時、イギリスへ帰ったが、1624年に彼の家族と14人のイギリス入植者の一団を引き連れてセントキッツに初入植し最初はタバコ農園を拓いた。1626年にはワーナーはセントキッツ最初の知事となる。
ワーナーと共に来たイギリス人入植者一団はセントキッツを拠点に1627年にバルバドスに入植、1628年にネイビス、1632年にモントセラトとアンティグアと入植地を拡大していった。ワーナーは1625年にセントキッツ、ネイビス、バルバドス、モントセラト諸島のためにチャールズ1世から王立委員会を与えられている。1628年セントキッツからネイビスのイギリス人が入植した時はアンソニー・ヒルトンはトーマス・ワーナーによる最初のネイビスの最初の知事任命され、アンティグアとモントセラトは1632年までに入植地が作られた。ワーナーは1649年に死んだ。現在セントキッツ島に彼の墓が見られる。